# جين إدواردز
جين إدواردز (بالإنجليزية: Gene Edwards)‏ هو مؤلف أمريكي، ولد في 18 يوليو 1932 في كوميرك في الولايات المتحدة.